# Mike Stone
Mike Stone (1951 - junho de 2002) foi um engenheiro de áudio e produtor musical britânico. Stone trabalhou com Queen (vários álbuns), Blue Öyster Cult, Foreigner, Journey (vários álbuns), Kiss, Asia, Daniel Amos, Lou Reed, Whitesnake, Bee Gees, Discharge, Joe Walsh e vários outros.

## Biografia
Stone começou sua carreira como assistente de gravação no Abbey Road Studios, na Inglaterra. Ainda adolescente, trabalhou em algumas sessões para de Beatles For Sale, dos Beatles. Mais tarde, passou a trabalhar no Trident Studios, até tornar-se engenheiro de áudio. Em 1974, Mike começou um longo relacionamento com o Queen quando trabalhavam com o produtor Roy Thomas Baker, auxiliando inclusive nas harmonias de "Bohemian Rhapsody". Depois disso, o instrumentista chegou a produzir alguns discos da banda, como News of the World".
A produtividade do trabalho de Stone foi limitado nos últimos anos por seus problemas de alcoolismo, que o levaram à morte.

## Discografia selecionada
- 1971 Genesis - Nursery Cryme, Tape jockey
- 1973 Joe Walsh - The Smoker You Drink, the Player You Get, engenheiro
- 1973 Queen - Queen, engenheiro
- 1974 Queen - Queen II, engenheiro
- 1974 Queen - Sheer Heart Attack, engenheiro
- 1975 Queen - A Night at the Opera, engenheiro
- 1975 Frank Zappa - One Size Fits All, engenheiro
- 1976 Queen - A Day at the Races, engenheiro, vocal de apoio
- 1977 Queen - News of the World, engenheiro, co-produtor
- 1978 Peter Criss - Peter Criss, engenheiro [1]
- 1978 Paul Stanley - Paul Stanley, Mixer [1]
- 1979 New England - New England, produtor, engenheiro [1]
- 1979 Shoes - Present Tense, produtor, engenheiro [1]
- 1981 Journey - Escape, produtor
- 1981 April Wine - The Nature of the Beast, engenheiro, Co-produtor [1]
- 1981 April Wine - Live in London, Co-mixagem
- 1982 Asia - Asia, produtor
- 1982 Discharge - Hear Nothing See Nothing Say Nothing, produtor
- 1982 April Wine - Power Play, Co-produtor
- 1983 Asia - Alpha, produtor
- 1983 April Wine - Animal Grace, Co-produtor
- 1983 Journey - Frontiers, produtor
- 1984 Tommy Shaw - Girls with Guns, produtor [1]
- 1985 April Wine - One for the Road, Co-produtor
- 1986 Journey - Raised on Radio, produtor
- 1987 Whitesnake - Whitesnake, produtor
- 1987 Helix - Wild in the Streets, Co-produtor [1]
- 1988 Ratt - Reach for the Sky, Co-produtor [1]
- 1995 Foreigner - Mr. Moonlight, Co-produtor, engenheiro
- 1996 Ten - Ten, Co-produtor e mixagem [1]
- 1996 Ten - The Name of the Rose, Co-produtor e mixagem
- 1997 Ten - The Robe, Mixer